# Vicente Huidobro
Vicente Huidobro, nome completo Vicente García-Huidobro Fernández (Santiago del Cile, 10 gennaio 1893 – Cartagena, 2 gennaio 1948), è stato un poeta cileno.

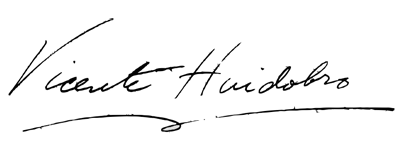
Firma di Vicente Huidobro

Ideatore del creazionismo poetico, è considerato fra i quattro maggiori poeti cileni, insieme con Neruda, De Rokha e la Mistral.

## Biografia

### I primi anni
Huidobro nacque in una famiglia ricca con inquietudini culturali nella quale la madre, María Luisa Fernández Concha, era un'attiva femminista. Dopo aver trascorso alcuni anni in Europa, entrò nel collegio gesuita di Santiago e successivamente studiò lettere all'Università del Cile. Nel 1911 pubblicò Ecos del alma, di tendenza modernista; l'anno dopo si sposò e diresse la rivista Musa Joven, nella quale apparve gran parte del suo successivo libro Canciones en la noche e il suo primo calligramma, Triángulo armónico.
Nel 1913 diresse con Carlos Díaz Loyola, il cui nome d'arte è Pablo de Rokha, i tre numeri della rivista Azul pubblicandovi la raccolta di poesie La gruta del silencio e Canciones en la noche.
Nel 1914 tiene la conferenza Non Serviam, dove espone il suo credo estetico. In Pasando y pasando espone i suoi dubbi religiosi e le sue critiche contro i gesuiti, suscitando alcune polemiche; pubblica poi Las pagodas ocultas nel (1916), libro di "salmi, poesie in prosa e saggi", firmati per la prima volta con il nome di Vicente Huidobro.

### In Argentina, Francia e Spagna
Nel 1916 si reca a Buenos Aires pronunciandovi una conferenza sulla poesia nell'Università, abbozzando la sua teoria creazionista. S'imbarca poi, con la moglie e i figli, per l'Europa: a Madrid conosce Rafael Cansinos Assens, col quale era già in corrispondenza dal 1914. È a Parigi durante la prima guerra mondiale e vi pubblica Adán (1916), opera che chiude il primo periodo della sua formazione. Quello stesso anno in Argentina usciva anche El espejo de agua, opera breve di nove poesie, con la quale inizia l'espressione della sua nuova estetica.
Nel 1917 collabora con la rivista Nord-Sud diretta da Pierre Reverdy, dove pubblicano Guillaume Apollinaire, Tristan Tzara, Jean Cocteau, André Breton, Louis Aragon, Max Jacob e altri, finché una disputa col direttore lo costringe a cessare la collaborazione. È in rapporto con le avanguardie parigine: con Pablo Picasso, Juan Gris, Jacques Lipchitz, Francis Picabia, Joan Miró, Max Ernst, Paul Éluard e Blaise Cendrars, oltre a quelli già citati. Pubblica Horizon Carré nel 1917 che include poesie già apparse ne El espejo de agua, tradotte in francese con l'aiuto di Juan Gris e presentate in modo tipograficamente avanzato.
Nell'ottobre del 1918 Huidobro va a Madrid, inaugurando una serie di viaggi annuali nella capitale spagnola. Vi prende contatto con Robert e Sonia Delaunay, rifugiati in Spagna, e rinnova la sua amicizia con Rafael Cansinos Assens. Nel caffè Pombo frequenta, tra gli altri, Guillermo de Torre, Isaac del Vando-Villar, Mauricio Bacarisse e Ramón Gómez de la Serna, e vi divulga le teorie delle avanguardie parigine e il proprio movimento creazionista, che farà nascere il movimento artistico dell'Ultraismo. Corrisponde con Tristan Tzara, collaborando con la sua rivista Dada. A Madrid pubblica nel 1918 simultaneamente quattro libri, Hallali e Tour Eiffel in francese, e Poemas Árticos y Ecuatorial in spagnolo, ristampando El Espejo de Agua. Nel 1919, in un altro dei suoi viaggi a Madrid, portò con sé, secondo Rafael Cansinos Assens, gli appunti del Voyage en parachute, che sarà il futuro Altazor. Tiene diversi corsi in varie università e s'interessa di scienza occulte, astrologia, alchimia, cabala e occultismo.
Nel 1920 continua ancora a scrivere a Parigi e a collaborare con Amédée Ozenfant e Le Corbusier ne L'Esprit Nouveau, rivista diretta da Paul Dermée, a La Bataille Littéraire, a La Vie des Lettres, a Le Cœur à Barbe e ad Actino, ma scrive anche per riviste ultraiste spagnole: Grecia, la Revista Cervantes, Tableros e Ultra. Nel quotidiano El Liberal di Madrid, Enrique Gómez Carrillo pubblica un'intervista a Pierre Reverdy, che si attribuisce la paternità del creazionismo e accusa Huidobro di aver antedatato l'edizione de El espejo de agua. La rivista Grecia solidarizza con Huidobro che parte in agosto per Madrid, per respingere le accuse di Enrique Gómez Carrillo.

### Il Creazionismo
Il creazionismo vuole fare della poesia uno strumento di creazione assoluta, nel senso che questa deve avere significato in sé stessa, indipendentemente dalla funzione referenziale del linguaggio, ossia dagli oggetti e dalle situazioni che esso pretende di evocare.
Si creerebbe così una sorta di «algebra del linguaggio», in modo che i segni linguistici acquistino valore per la loro capacità di esprimere bellezza in sé e non per il loro significato sostanziale. Huidobro stesso descrive, nella sua raccolta di saggi Manifesti, del 1925, cosa sia una poesia creata: «È una poesia nella quale ogni parte che la costituisce, e tutto l'insieme, mostra un fatto nuovo, indipendente dal mondo esterno, slegato da qualunque altra realtà che non sia la propria, che prende il suo posto nel mondo come fenomeno singolo, a parte, distinto dagli altri. Questa poesia è qualcosa che non può esistere se non nella testa del poeta. E non è bella perché ricorda qualcosa, perché ricorda cose viste, a loro volta belle, né perché descriva cose belle che potremmo anche vedere. È bella in sé e non ammette termini di comparazione. E nemmeno può essere concepita fuori dal libro. Niente le somiglia del mondo esterno; rende reale quel che non esiste, cioè si fa realtà a se stessa. Crea il meraviglioso e gli dà vita propria. Crea situazioni straordinarie che non potranno mai esistere nel mondo oggettivo, per cui dovranno esistere nella poesia perché esistano da qualche parte. Quando scrivo: "L'uccello fa il nido nell'arcobaleno", si presenta un fatto nuovo, qualcosa che non avevate mai visto, che mai vedrete e che tuttavia vi piacerebbe molto vedere. Il poeta deve dire quelle cose che mai si direbbero senza di lui. Le poesie create acquisiscono proporzioni cosmogoniche; ci danno in ogni momento il vero sublime, quel sublime del quale i testi ci presentano esempi tanto poco convincenti. E non si tratta del sublime eccitante e grandioso, ma di un sublime senza pretese, senza terrore, che non vuole opprimere o schiacciare il lettore: un sublime da taschino. La poesia creazionista si compone di immagine create, di situazioni create, di concetti creati; non stiracchia alcun elemento della poesia tradizionale, salvo che in essa quegli elementi sono integralmente inventati, senza preoccuparsi assolutamente della loro realtà o veridicità precedenti l'atto della realizzazione».
Nel 1921 appare a Madrid il primo numero di Creación, Revista Internacional de Arte, da lui fondata e diretta, con immagini di una scultura di Jacques Lipchitz e di dipinti di Georges Braque, Pablo Picasso, Juan Gris e Albert Gleizes. Il secondo numero appare a novembre a Parigi, col titolo Création. Revue d'Art. A dicembre tiene quella conferenza sulla poesia che gli servirà da prologo all'edizione spagnola di Temblor de Cielo. Pubblica anche Saisons Choisies, un'antologia di sue poesie.
Nel 1922 espone nel Branche Studio di Parigi la sua teoria sulla creazione pura, tenendo conferenze sul tema a Berlino e Stoccolma e collabora alla rivista polacca Nowa Sztuka. Una sua esposizione di poesie dipinte, presentata al teatro parigino Edouard VII, viene chiusa in anticipo per essere troppo d'avanguardia e fallisce il progetto di pubblicarle. Collabora con Sonia Delaunay nella creazione di Robes-poèmes. È amico dei musicisti Edgard Varèse, Erik Satie e Georges Auric e a luglio organizza con altri il ballo Salle Bullier, in una tappa di intensa attività sociale.
Nel 1923 Guillermo de Torre, in un articolo nella rivista Alfar di settembre, polemizza con Huidobro accusandolo di aver copiato il creazionismo dall'uruguaiano Julio Herrera y Reissig. Scrive la sceneggiatura del film Cagliostro e pubblica Finis Britanniae, crítica dell'imperialismo britannico, che viene sequestrato l'anno successivo, suscitando polemiche e interesse nella stampa europea. Entra a far parte della Massoneria francese e conosce Miguel de Unamuno, in esilio a Parigi, e pubblica il terzo numero di Création, dove appare il suo «Manifeste peut-être» e risponde alle accuse di Guillermo de Torre; alla rivista collaborano Tristan Tzara, René Crevel, Juan Larrea ed Erik Satie.
Collabora ad altre riviste francesi e nel 1925 continua la polemica con Guillermo de Torre, dopo che questi pubblica le Literaturas europeas de Vanguardia. In pieno Surrealismo, pronuncia la conferenza L'inconscient et I'inspiration artistique. In aprile torna in Cile ed entra in politica fondando in agosto Acción. Diario de Purificación Nacional, e viene percosso davanti alla sua casa, dopo aver denunciato attività fraudolente di alte personalità politiche e amministrative e il 21 novembre il suo giornale viene chiuso. Huidobro risponde continuando l'impegno politico e fondando un nuovo periodico, La Reforma. La gioventù progressista cilena lo candida simbolicamente alla Presidenza della Repubblica ma intanto subisce un secondo attentato: una bomba esplode davanti alla sua casa. Collabora alle riviste Andamios, Panorama e Ariel e pubblica Automne Régulier e Tout à coup, con poesie che si oppongono alle tendenze surrealiste, e Manifestes, dove raccoglie una serie di saggi e proclami che esprimono la sua posizione estetica.
Nel 1926 pubblica nella rivista Panorama una poesia che diverrà poi un frammento del Canto IV de Altazor. Nel 1927 si reca a New York conoscendo Charles Chaplin, Douglas Fairbanks e Gloria Swanson; qui progetta la trasposizione cinematografica del suo racconto Cagliostro. Scrive anche il Canto a Lindbergh, una poesia che esalta l'eroismo dell'aviatore.
Tornato in Europa dirige insieme con Tristan Tzara la sezione letteraria Feuille Volante dei Cahiers d'Art. Inizia a scrivere la novella Mío Cid Campeador che finisce entro l'anno, e intanto scopre di essere erede del marchesato di Casa Real, titolo nobiliare che la madre, anni dopo, gli trasmette. Nel 1929 continua a lavorare su Altazor, una lunga poesia che rappresenta il suo capolavoro, e inizia Temblor de Cielo. Fa scandalo il suo secondo matrimonio con Ximena, secondo il rito islamico,
Nel 1930 è in vacanza in Italia con l'amico Roberto Suárez Barros e scrive la «novela de anticipación» La Próxima; pubblica nella Revue Européenne la poesia «Chanson de l'œuf et de l'infini», nel 1941 uscito in versione spagnola col titolo di Ver y Palpar. Pubblica anche un frammento in francese di Altazor, nella rivista Transition.
Tornato nel 1931 a Madrid per favorire la pubblicazione di Altazor e di Temblor de Cielo, assiste al recital Poeta en Nueva York di Federico García Lorca; ha anche una disputa, per motivi politici, con Luis Buñuel. In vacanza con Hans Arp ad Arcachon, scrivono insieme i testi di Trois Nouvelles Exemplaires. Conosce il pittore uruguaiano Joaquín Torres-García e pubblica Portrait of a Paladín, la versione inglese del Mío Cid Campeador.

### Il ritorno in Cile
Ritorna in Cile nel 1932 a seguito della crisi economica mondiale; qui pubblica Gilles de Raíz. Nel 1933 vive un'intensa attività politica a favore del Partito Comunista cileno; nella rivista Europa di Barcellona pubblica il Manifiesto a la juventud de Hispanoamérica proponendo la creazione di una repubblica formata da Bolivia, Cile, Paraguay e Uruguay.
Nel 1934 si occupa di critica cinematografica nella stampa di Santiago e gli nasce il quinto figlio, cui dà il nome di Vladimir, in onore di Lenin. Pubblica, in un anno d'intensa attività editoriale, Cagliostro, La Próxima. Historia que pasó en un tiempo más, Papá o el diario de Alicia Mir, una novella scritta in forma di diario, e il testo teatrale En la Luna. Fonda con Omar Cáceres e Eduardo Anguita la rivista Vital/Ombligo.
Nel 1935 sorge una polemica fra Huidobro e Pablo Neruda quando a Vicente è dato maggior rilievo nell'Antología de Poesía Chilena Nueva de Eduardo Anguita y Volodia Teitelboim; pubblica Tres Novelas Ejemplares. Nel 1936, con Pablo Picasso, Hans Arp, Vasily Kandinsky, Robert e Sonia Delaunay e altri, firma il Manifiesto Dimensionista. Scrive articoli antifascisti per il quotidiano La Opinión e aderisce al Frente Popular Chileno, scrivendo diffusamente di politica. Fondata la rivista Total, promuove la solidarietà degli scrittori cileni con i repubblicani spagnoli in guerra contro i franchisti, scrive, a questo proposito, Está sangrando España e parte per la Spagna, partecipando alla guerra civile a fianco dei repubblicani.
In Spagna vi è anche Neruda e fra i due continua la polemica, tanto che l'Association Internationale des Escrivains pour la Défense de la Culture interviene in maggio da Parigi mandando a entrambi una lettera che li invita a cessare i contrasti: la firmano, tra gli altri, Tristan Tzara, Alejo Carpentier, César Vallejo y Juan Larrea. Huidobro partecipa a Valencia al Congresso degli intellettuali antifascisti. Tornato in Cile, pubblica la prosa poetica Fuera de aquí rivolta ai militari fascisti italiani in visita in Cile, fatto che gli procura una nuova aggressione. Pubblica la poesia Gloria y Sangre.
Nel 1938 nasce la Mandrágora, il movimento surrealista cileno i cui aderenti si riuniscono in casa di Huidobro; è anche l'anno in cui muore la madre, María Luisa Fernández. In luglio esce il secondo e ultimo numero di Total.
Nel 1939 pubblica Sátiro o el Poder de las Palabras, nel 1940 le tre Cartas al Tío Sam e l'anno dopo Ver y Palpar e El Ciudadano del Olvido.

### Gli ultimi anni
Nel 1944 fonda la sua ultima rivista, Actual, il cui unico numero appare a settembre, mentre a novembre tiene a Montevideo la conferenza Introducción a la poesía. Va poi a Parigi liberata come corrispondente e nel 1945 trasmette le sue cronache per la Voce dell'America ed è a Berlino con le truppe alleate.
Divorziato dalla moglie Ximena, torna a Santiago con la terza moglie Raquel Señoret. L'anno successivo si stabilisce a Cartagena, cittadina costiera del Cile centrale dove, nel 1947, ha un ictus cerebrale, forse a causa di una ferita di guerra, e il 2 gennaio 1948 muore nella sua casa. Secondo i suoi desideri, è sepolto in una collina di fronte al mare: la figlia maggiore Manuela ed Eduardo Anguita scrissero l'epitaffio:

## Opere
- Ecos del alma, Santiago de Chile, Imprenta Chile, 1911.
- La gruta del silencio, Santiago de Chile, Imprenta Universitaria, 1913.
- Canciones en la noche, Santiago de Chile, Imprenta Chile, 1913.
- Pasando y pasando, Santiago de Chile, Imprenta Chile, 1914.
- Las pagodas ocultas, Santiago de Chile, Imprenta Universitaria, 1914.
- Adán, Santiago de Chile, Imprenta Universitaria, 1916.
- El espejo de agua, Buenos Aires, Orión, 1916.
- Horizon carré, Paris, Paul Birault, 1917.
- Poemas árticos, Madrid, Pueyo, 1918.
- Ecuatorial, Madrid, Pueyo, 1918.
- Tour Eiffel, Madrid, s. i. e., 1918 (in francese).
- Hallali, Madrid, Jesús López, 1918 (in francese).
- Saisons choisies, Paris, La Cible, 1921.
- Finis Britannia, Paris, Fiat Lux, 1923.
- Tout à Coup, Paris, Au Sans Pareil, 1925.
- Automme régulier, Paris, Librairie de France, 1925.
- Manifestes, Paris, Revue Mondiale, 1925.
- Vientos contrarios, Santiago de Chile, Nascimento, 1926.
- Mío Cid Campeador, Madrid, Compañía Iberoamericana de Publicaciones, 1929.
- Temblor de cielo, Madrid, Plutarco, 1931.
- Altazor o el viaje en paracaídas, Madrid, Compañía Iberoamericana de Publicaciones, 1931.
- Tremblement de Ciel, Paris, l'As de Coeur, 1932.
- Gilles de Raíz, Paris, Totem, 1932.
- La Próxima, Santiago de Chile, Walton, 1934.
- Papá o el diario de Alicia Mir, Santiago de Chile, Walton, 1934.
- Cagliostro, Santiago de Chile, Zig-Zag, 1934.
- En la luna, Santiago de Chile, Ercilla, 1934.
- Tres novelas ejemplares, Santiago de Chile, Zig-Zag, 1935 (con Hans Arp).
- Sátiro o el poder de las palabras, Santiago de Chile, Zig-Zag, 1939.
- Ver y palpar, Santiago de Chile, Ercilla, 1941.
- El ciudadano del olvido, Santiago de Chile, Ercilla, 1941.
- Últimos poemas, Santiago de Chile, Ahués Hermanos, 1948.
- Obras completas, 2 voll., Santiago de Chile, Zig-Zag, 1964.
- Obras completas, 2 voll., Santiago de Chile, Andrés Bello, 1976.

### Traduzioni italiane
- Viaggi siderali. Antologia poetica, Milano 1995.

### Studi
- G. Bellini, La letteratura ispano-americana, Firenze 1970.
- A. Galgano, Le stelle e le metafore di Vicente Huidobro, in Mosaico, Roma 2013, pp. 435–439.